# First It Giveth
First It Giveth is een nummer van de Amerikaanse band Queens of the Stone Age. Het is de derde en laatste single van hun derde studioalbum Songs for the Deaf.
"First It Giveth" gaat over de manier waarop drugs volgens de band een rol spelen bij het maken van muziek. De titel is gebaseerd op het citaat "De Heere heeft gegeven, en de Heere heeft genomen" ("The Lord giveth, and the Lord taketh away") uit het Bijbelboek Job. Het nummer flopte in Amerika, maar werd wel een bescheiden hit in het Verenigd Koninkrijk, waar het de 33e positie bereikte.